# Adam Ginalski
Adam Ginalski (ur. 1975 w Krośnie)– pilot wojskowy, szybownik, baloniarz.

## Życiorys
Urodził się w Krośnie, gdzie zaczął latać na szybowcach. W 1997 roku rozpoczął naukę w Wyższej Szkole Oficerskiej Sił Powietrznych w Dęblinie. W latach 2008–2014 był członkiem Zespołu Akrobatycznego Orlik. Od 2001 roku pracował na lotnisku wojskowym w Sadkowie, gdzie był dowódcą klucza lotniczego i instruktorem w 42 Bazie Lotnictwa Szkolnego w Radomiu. Dodatkowo od 1 października 2018 roku był instruktorem w Ośrodku Szkolenia Obsługi Systemów Bezzałogowych Statków Powietrznych Lotniczej Akademii Wojskowej. Zajmuje się fotografią lotniczą. W 2017 roku prezentowano jego zdjęcia m. innymi w Wojewódzkim Domu kultury w Rzeszowie. Od 1 lipca 2021 roku jest inspektorem bezpieczeństwa lotów Akademickiego Centrum Szkolenia Lotniczego Lotniczej Akademii Wojskowej w Dęblinie.
Jest baloniarzem. W zawodach o Puchar Gordona Bennetta po raz pierwszy wystartował w 2019 roku. Z Krzysztofem Zapartem na balonie POL-2 zajęli 18. miejsce po locie na odległość 219 km. W 2021 roku ten sam zespół wystartował w Toruniu podczas 64 zawodów o Puchar Gordona Bennetta. Balon, w którym był drugim pilotem, długo prowadził w wyścigu, ale ostatecznie zajął 4. miejsce.
| Edycja zawodów | Data       | Miejsce zawodów         | Lokata | Załoga                          | Balon             | Czas lotu [h] | Odległość [km] |
| -------------- | ---------- | ----------------------- | ------ | ------------------------------- | ----------------- | ------------- | -------------- |
| 63             | 13.09.2019 | Montbéliard (Francja)   | 20     | Krzysztof Zapart, Adam Ginalski | SP-BMZ MISIA      | 19:49         | 0,0            |
| 64             | 19.08.2021 | Toruń (Polska)          | 4      | Krzysztof Zapart, Adam Ginalski |                   | 53:00         | 950,05         |
| 65             | 2.09.2022  | St. Gallen (Szwajcaria) | 10     | Krzysztof Zapart, Adam Ginalski | D-OGYN White Pils | 58:57         | 1291,63        |

W kwietniu 2022 załoga w składzie: Krzysztof Zapart, Adam Ginalski i Revaz Uturgauri (Gruzja) wygrała zawody balonowe Richard Schutze-Wettfahrt 2022 rozgrywane w Saksonii-Anhalt.
Jest członkiem Świdnickiego Klubu Balonowego i kadry narodowej (2022).